# Cécile Vogt
Cécile Vogt (ur. 27 marca 1875 w Annecy, zm. 4 maja 1962 w Cambridge) – francuska lekarz neurolog, żona i współpracownica Oskara Vogta.

## Życiorys
Urodziła się jako Augustine Marie Cécile Mugnier. Studiowała medycynę w Paryżu od 1893 roku, uczyła się pod kierunkiem Pierre’a Marie. Poznała wówczas przyszłego męża, niemieckiego neurologa Oskara Vogta. Wzięli ślub w 1899 roku w Berlinie. W 1900 roku obroniła pracę doktorską. Od 1902 pracowali wspólnie w Pracowni Neurobiologicznej przy Uniwersytecie Fryderyka Wilhelma w Berlinie. Od 1919 do 1937 kontynuowali pracę w ramach Instytutu Badań Mózgu Towarzystwa Cesarza Wilhelma (niem. Kaiser-Wilhelm-Institut für Hirnforschung). Po dojściu nazistów do władzy Oskar Vogt został zmuszony do przejścia na emeryturę, wówczas wraz z żoną przeniósł się do Neustadt i założył prywatny Instytut Badań Mózgu i Biologii Ogólnej (niem. Institut für Hirnforschung und allgemeine Biologie).
Po śmierci męża w 1959 Cécile Vogt razem z córką zamieszkała w Cambridge.
Miała córę Claire, którą Oskar Vogt adoptował. Małżeństwo Vogtów miało dwie córki: Marthe Louise Vogt (1903–2003) i Marguerite Vogt (1913–2007).

## Dorobek naukowy
Vogtowie prowadzili wspólne badania nad neuroanatomią i w szczególności cytoarchitektoniką kory mózgu. Większość prac opublikowała wspólnie z Oskarem Vogtem. Wśród nich była m.in. monografia o chorobach prążkowia. Opisali tzw. stan marmurkowaty (choroba Vogtów).